# Constitución de la República Árabe Siria
La Constitución de la República Árabe Siria fue aprobada el 26 de febrero de 2012, en sustitución de la constitución siria de 1973 que estaba vigente desde el 13 de marzo de 1973. La constitución delineaba la función básica del gobierno de este estado. Entre otras cosas, determinaba que el carácter de la Siria baazista era árabe, democrático y republicano. Además, de acuerdo con la ideología panárabe, describe al país como una región del mundo árabe en general y a su gente como parte integral de la nación árabe.

## Historia

### Primeras Constituciones
La Constitución siria de 1930 , redactada por un comité dirigido por Ibrahim Hananu, fue la primera constitución fundacional de la Primera República Siria. La constitución, en su artículo 3 requería que el presidente fuera de religión musulmana. 
Fue reemplazada por la Constitución del 5 de septiembre de 1950, que fue restaurada siguiendo la Constitución del 10 de julio de 1953 y la Constitución Provisional de la República Árabe Unida. Finalmente fue reemplazada por la Constitución Provisional del 25 de abril de 1964, que a su vez fue reemplazada por la Constitución Provisional del 1 de mayo de 1969.

### Constitución siria de 1973
El 13 de marzo de 1973 se adoptó una nueva constitución que estuvo en vigor hasta el 27 de febrero de 2012. Afianzó el poder del Partido Baaz Árabe Socialista, describiendo al partido político como "el partido líder en la sociedad siria y el estado sirio", incluso si Siria no era, como se cree a menudo, un sistema de partido único en términos formales. La constitución ha sido enmendada dos veces. El artículo 6 fue enmendado en 1981. La constitución fue enmendada por última vez en 2000 cuando la edad mínima del presidente se redujo de 40 a 34 años.

## Descripción general
La estructura de la constitución baazista está conformada por seis partes (títulos), nueve capítulos y 157 artículos, los cuales son los siguientes:
- Introducción (Preámbulo)
- Título I : Principios Básicos
  - Capítulo I : Principios Políticos
  - Capítulo II : Principios Económicos
  - Capítulo III : Principios Sociales
  - Capítulo IV : Principios Educativos y Culturales
- Título II : Derechos, Libertades y Estado de Derecho
  - Capítulo I : Derechos y Libertades
  - Capítulo II : El Estado de Derecho
- Título III : Autoridades Estatales
  - Capítulo I : La Autoridad Legislativa
  - Capítulo II : La Autoridad Ejecutiva
    - El Presidente de la República
    - El Consejo de Ministros

  - Capítulo III : La Autoridad Judicial
    - Los Tribunales y la Fiscalía General
    - Administración Judicial
- Título III : Autoridades Estatales
- Título IV : Corte Suprema Constitucional
- Título V : Reforma Constitucional
- Título VI : Disposiciones generales y transitorias [5]